# Biblioteca Nacional de Australia
La Biblioteca Nacional de Australia (en inglés, National Library of Australia) está localizada en la ciudad de Camberra, capital de Australia. La biblioteca nacional tiene sus orígenes en 1901 para servir al recientemente formado Parlamento Federal de Australia. Desde sus inicios impulsó el desarrollo de una verdadera colección nacional. 

## Historia
En 1907, el Comité Conjunto de la Biblioteca Parlamentaria, presidido por Sir Frederick William Holder, definió el objetivo de la Biblioteca como sigue: 
El Comité de la Biblioteca mantiene ante sí el ideal de construir, para cuando se establezca el Parlamento en la Capital Federal, una gran Biblioteca Pública en la línea de la Biblioteca del Congreso de Washington, de fama mundial; como una biblioteca, de hecho, que sea orgullo de la Nación australiana; la casa de la literatura, no de un Estado, o de una época, sino del mundo entero y para cualquier época.
En 1960, por la National Library Act se crea la Biblioteca Nacional de Australia (National Library of Australia). Según el Acta se trata de mantener y desarrollar una colección bibliográfica universal, que debe incluir una exhaustiva sección nacional sobre Australia y el pueblo australiano. Es depósito legal para Australia. Es la mayor biblioteca de Australia; sus fondos pasan de diez millones de ejemplares entre libros, revistas y otros formatos. Además de la colección australiana, posee muy importantes colecciones sobre la civilización y la literatura de Asia.

## Colecciones

### Colección Australiana y General
La Biblioteca recoge material producido por australianos, para australianos o sobre la experiencia australiana en todos los formatos, no sólo obras impresas -libros, publicaciones periódicas, periódicos, mapas, carteles, música y efímera impresa- sino también publicaciones en línea y material inédito como manuscritos, fotografías e historias orales. Hazel de Berg comenzó a grabar a escritores, artistas, músicos y otros miembros de la comunidad artística australiana en 1957. Realizó casi 1.300 entrevistas. Junto con la Biblioteca, fue pionera en este campo en Australia, trabajando juntos durante veintisiete años.
Una colección central de Australiana es la de John A. Ferguson. La Biblioteca tiene puntos fuertes de la colección en las artes escénicas, incluyendo la danza.
La Biblioteca contiene una colección considerable de materiales generales de ultramar y libros raros, así como colecciones de Asia y el Pacífico de categoría mundial que aumentan las colecciones de Australiana. Las colecciones impresas se complementan con extensos fondos de microformas.
La Biblioteca también mantiene la Reserva Nacional Braille Colección Braille.
Como biblioteca nacional, la NLA está obligada por las disposiciones de depósito legal consagradas en la Ley de Derechos de Autor de 1968 a recoger un ejemplar de cada publicación australiana en el país, que los editores deben entregar en el momento de la publicación del material.
A finales del ejercicio económico australiano de 2018-2019, la colección de la Biblioteca Nacional contaba con 7.717.579 ejemplares, y un 17,95 metros (19,6 yd) adicional de material manuscrito. Las colecciones de Australiana de la Biblioteca se han convertido en el recurso más importante del país de materiales que registran el patrimonio cultural australiano. Escritores, Editores e Ilustradores australianos son buscados activamente y están bien representados, tanto si han sido publicados en Australia como en el extranjero.
La colección de la Biblioteca incluye todos los formatos de material, desde libros, revistas, sitios web y manuscritos hasta imágenes, fotografías, mapas, música, grabaciones de historia oral, papeles manuscritos y efímera.
Aproximadamente el 94,1% de la colección de la Biblioteca había sido catalogada en julio de 2019, un total de 5.453.888 artículos y estos se pueden descubrir a través del catálogo en línea.

#### Colecciones digitales
La Biblioteca es líder mundial en técnicas de preservación digital, y mantiene un archivo accesible en Internet de sitios web australianos seleccionados llamado Pandora Archive desde 1996. El Archivo Web Australiano, publicado en marzo de 2019, combina registros de PANDORA, el Archivo Web del Gobierno Australiano (AGWA) y otros sitios web publicados en Australia. En el presupuesto federal de 2019, el gobierno asignó AUD 10 millones a la biblioteca, destinados a repartirse en cuatro años para crear un fondo de digitalización.
Para junio de 2019, la biblioteca había digitalizado un total de 5.508.008 imágenes. Cuando es posible, estas se entregan directamente a través de Internet.
Desde una enmienda de 2016 a la Ley de Derechos de Autor, todos los contenidos nacidos digitales deben depositarse también en la biblioteca (con disposiciones variables también para las bibliotecas estatales). Desde mayo de 2019, la NLA alberga y gestiona el servicio National edeposit (NED). Libraries ACT, Libraries Tasmania, Northern Territory Library, State Library of New South Wales, State Library of Queensland, State Library of South Australia, State Library Victoria y la State Library of Western Australia son las organizaciones miembros de la colaboración.

### Colecciones asiáticas
La Biblioteca alberga el mayor y más activo recurso de investigación sobre Asia en Australia, y las mayores colecciones de idiomas asiáticos en el hemisferio sur, con más de medio millón de volúmenes en la colección, así como amplios recursos en línea y electrónicos. La Biblioteca recoge recursos sobre todos los países asiáticos en lenguas occidentales de forma extensiva, y recursos en las siguientes lenguas asiáticas: Burmés, Chino, Persa, Indonesio, Japonés, Jemer, Coreana, Lao, Manchú, Mongol, Thai, Timorese y Vietnamita.
La Biblioteca ha adquirido una serie de importantes colecciones académicas de lenguas occidentales y asiáticas de investigadores y bibliófilos. Estas colecciones incluyen:
- Colección de la Biblioteca Budista Australiana
- Braga Colección (portugués en Asia)[16]
- Claasz Colección (Sri Lanka)[17]
- Coedes Colección (Indochina)[18]
- London Missionary Society Colección (China)
- Luce Colección (Birmania)
- McLaren-Human Colección (Corea)[19]
- Otley Beyer Colección (Filipinas)
- Sakakibara Colección (Japón)
- Sang Ye (China)
- Simon (Asia Oriental)
- Harold S. Williams Colección (Japón)

|}
Las colecciones asiáticas se pueden buscar a través del catálogo de la Biblioteca Nacional.

### Fotos y manuscritos
La Biblioteca Nacional posee una amplia colección de cuadros y manuscritos. La colección de manuscritos contiene alrededor de 26 millones de artículos separados, que cubren más de 10.492 metros de espacio en las estanterías (ACA Australian Archival Statistics, 1998). La colección se refiere principalmente a Australia, pero también hay importantes fondos relacionados con Papúa Nueva Guinea, Nueva Zelanda y el Pacífico. La colección también cuenta con una serie de colecciones de manuscritos europeos y asiáticos o se han recibido piezas sueltas como parte de colecciones de libros formados.
Las colecciones de manuscritos australianos se remontan al período de exploración y colonización marítima del siglo XVIII hasta el presente, siendo el área más fuerte la que data de la década de 1890 en adelante. La colección incluye un gran número de piezas individuales destacadas, como el Chertsey del siglo XIV Cartulary del siglo XIV, el diario de James Cook en el HM Bark Endeavour, inscrito en la Memoria del Mundo Registro en 2001, los diarios de Robert O'Hara Burke y William John Wills de la expedición de Burke y Wills, y el diario de a bordo de Charles Kingsford Smith y Charles Ulm.
Una amplia gama de individuos y familias están representados en la colección, con especial fuerza en los campos de la política, la administración pública, la diplomacia, el teatro, el arte, la literatura, la industria pastoral y la religión. Algunos ejemplos son los papeles de Alfred Deakin, Sir John Latham, Sir Keith Murdoch, Sir Hans Heysen, Sir John Monash, Vance Palmer y Nettie Palmer, A.D. Hope, Manning Clark, David Williamson, W.M. Hughes, Sir Robert Menzies, Sir William McMahon, Lord Casey, Geoffrey Dutton, Peter Sculthorpe, Daisy Bates, Jessie Street, y Eddie Mabo y James Cook cuyos papeles fueron inscritos en el Programa Memoria del Mundo Registro en 2001 de UNESCO.
La Biblioteca también ha adquirido los archivos de muchas organizaciones no gubernamentales nacionales. Entre ellos se encuentran los registros de las Secretarías Federales del Partido Liberal, el A.L.P, los Demócratas, la R.S.L. , la Australian Inland Mission, la Australian Union of Students, el Australian Ballet, el Australian Elizabethan Theatre Trust, el Australian Institute of Urban Studies, la Australian Industries Protection League, la Australian Conservation Foundation y el Australian Council of National Trusts. Por último, la Biblioteca cuenta con unos 37.000 rollos de microfilm de manuscritos y registros de archivo, adquiridos en su mayoría en el extranjero y predominantemente de interés australiano y del Pacífico.
La colección de imágenes de la Biblioteca Nacional se centra en personas, lugares y acontecimientos australianos, desde la exploración europea del Pacífico Sur hasta los acontecimientos contemporáneos. Las obras de arte y las fotografías se adquieren principalmente por su valor informativo y por su importancia como documentos históricos.
Los medios representados en la colección incluyen fotografías, dibujos, acuarelas, óleos, litografías, grabados, aguafuertes y esculturas/ bustos.

## Arquitectura
El actual edificio de la biblioteca, situado junto al lago Burley Griffin, tiene cierto parecido con el Partenón. Fue diseñado por el estudio Bunning & Madden, del arquitecto Walter Bunning, y se inauguró en 1968. El vestíbulo, hecho en mármol, está adornado con vidrieras de Leonard French y tres tapices de Mathieu Matégot.

## Directores de la biblioteca
- 1901-1927 Arthur Wadsworth
- 1927-1947 Kenneth Binns
- 1947-1970 Harold White
- 1970-1974 Allan Fleming
- 1974-1980 George Chandler
- 1980-1985 Harrison Bryan
- 1985-1999 Warren Horton
- 1999-2010 Jan Fullerton
- 2011-actualidad Anne-Marie Schwirtlich